# El Alfarcito
Alfarcito ist eine Ortschaft im Nordwesten Argentiniens. Sie liegt im Departamento Iruya in der Provinz Salta, vier Kilometer östlich des Dorfes Las Higueras und befindet sich in der Nähe des gleichnamigen Berges Cerro El Alfarcito.
Das Dorf hat eine Schule (escuela Nº4765) mit etwa 30 Schülern.
In den trockenen Jahreszeiten von Mai bis Oktober lässt sich El Alfarcito von Iruya aus mit geländegängigen Fahrzeugen in zwei Stunden erreichen, zu Fuß in sechs Stunden.